# Otto Grunert
Otto Georg Erdmann Grunert (né le 22 janvier 1845 à Magdebourg et mort vers 1904 est un dentiste allemand, paléontologue et auteur de publications scientifiques.

## Biographie
Grunert termine le lycée à Magdebourg et commence ensuite un apprentissage de technicien dentaire, suivi en 1868 par des études de médecine dentaire à l'université de Berlin. Il étudie également les sciences naturelles pendant cinq semestres à Berlin et Erlangen, notamment avec Hans Lenk (de) et Eilhard Wiedemann. Ses études sont interrompues par son service militaire lors de la guerre austro-prussienne de 1866 et de la guerre franco-prussienne de 1870/71.